# Henrik Menné
Henrik Menné er en dansk kunstner (født 1973), der har specialiseret sig i bevægelige skulpturer, der ofte gør brug af utraditionelle materialer som fx sæbeskum, ventilatorer og farvet lim i et udtryk præget af leg og teknisk eksperiment.
Han er medlem af kunstnersammenslutningen Decembristerne.